# Битка код Валкура
Битка код Валкура одиграла се 11. октобра 1776. године између америчке и британске војске. Битка је део Америчког рата за независност (1775—1783), а завршена је победом Британаца.
Командант америчких снага, Бенедикт Арнолд, изградио је на језеру Шамплејну у лето и јесен 1776. године флотилу од 16 бродова са 700 људи у посади. Тиме је, до почетка октобра 1776. године када су Британци успели да у реку Сен Лорен допреме 29 бродова са 700 људи у посади, одложио пребацивање британске армије из Канаде преко Шемплејна и њено даље наступање према граду Олбани ради оперативног садејства са армијом генерала Хауа (Њујоршка операција).
До боја је дошло 11. октобра код острва Валкур. После шесточасовне борбе америчка флотила повлачила се ка тврђави Тајкондерога и у дводевним борбама била уништена. Британска армија морала је због зиме одустати од даљег наступања према Њујорку и повући се у зимске логоре.